# إف. إلوود ديفيس
إف. إلوود ديفيس (بالإنجليزية: F. Elwood Davis)‏ هو محامي أمريكي، ولد في 15 ديسمبر 1915، وتوفي في 17 يناير 2012.

## وصلات خارجية
- إف. إلوود ديفيس على موقع إن إن دي بي (الإنجليزية)